# Anne Heche

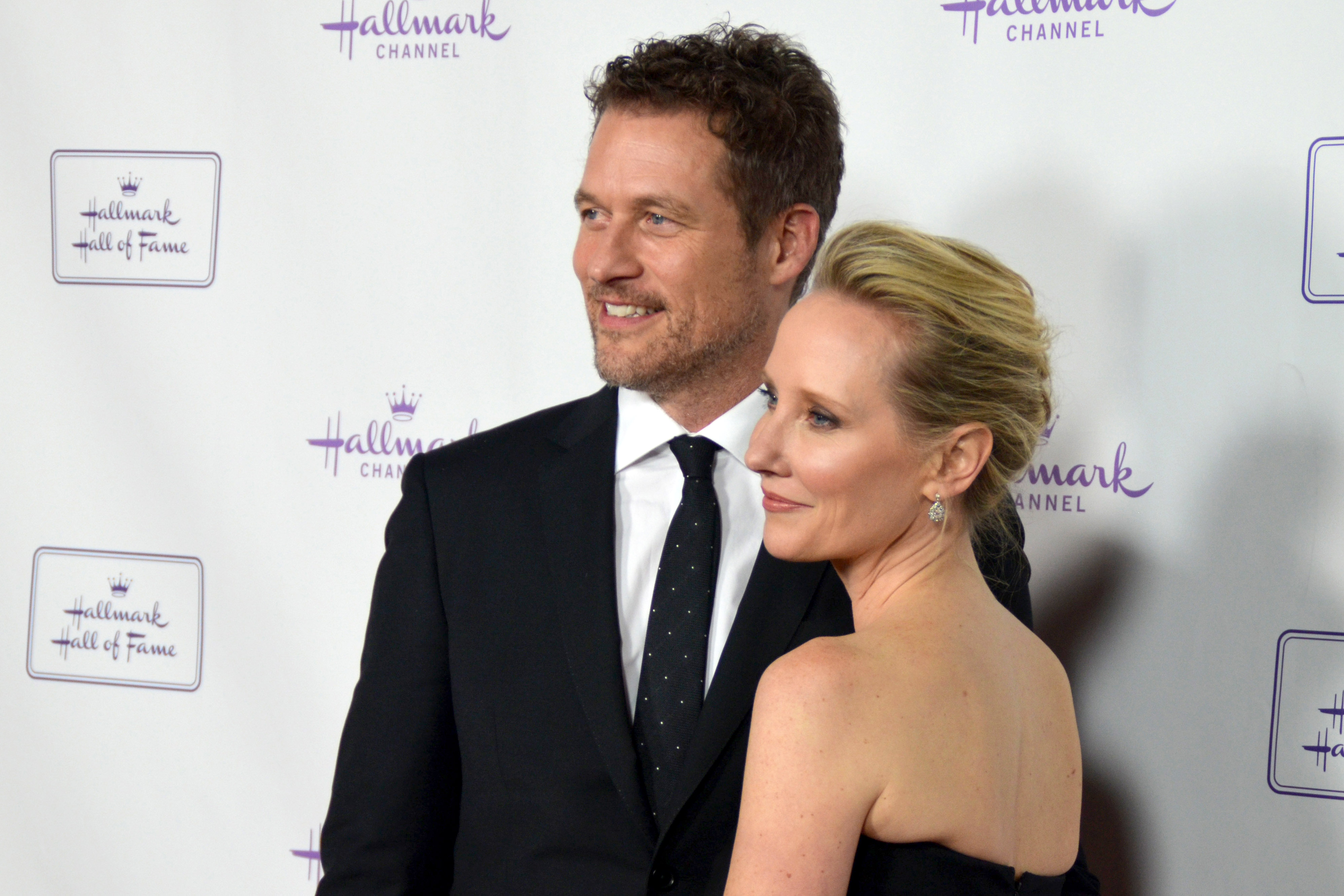
Heche met James Tupper in november 2014

Anne Celeste Heche (Aurora (Ohio), 25 mei 1969 – Los Angeles, 11 augustus 2022) was een Amerikaanse actrice, filmregisseuse en scenarioschrijfster.

## Levensloop

### Acteercarrière
Heche maakte in 1988 haar debuut op het scherm, in de soapserie Another World. Haar eerste grote rol had ze in de televisiefilm If These Walls Could Talk (1996). In 1997 had Heche ondersteunende rollen in de films Donnie Brasco (1997), Volcano (1997), I Know What You Did Last Summer (1997) en Wag the Dog (1997). Na goede kritieken voor haar bijdrage in deze films, kreeg zij haar eerste grote hoofdrol in de film Six Days Seven Nights (1998) met Harrison Ford. Deze volgde ze op met haar tweede grote hoofdrol in Return to Paradise. Ondanks het commerciële succes van Six Days Seven Nights en de lovende kritieken voor haar spel in Return to Paradise, kon Heche geen andere grote hoofdrol krijgen, door de negatieve aandacht die ze kreeg vanwege haar relatie met Ellen DeGeneres. 
In 2002 maakte Heche haar Broadway-debuut in het toneelstuk Proof. In 2004 werd zij genomineerd voor een Tony Award voor haar prestaties in een ander Broadwayspel, getiteld Twentieth Century. Datzelfde jaar had ze een bijrol in de televisiefilm Gracie's Choice (2004). In 2006 stapte ze fulltime over naar de televisie in haar eigen serie: Men in Trees (2006).

### Privéleven
Aan de relatie van Heche met Ellen DeGeneres, met wie zij samen publiekelijk 'uit de kast kwam', werd veel aandacht besteed. Heche werd het mikpunt van spot en woede in homokringen toen zij kort daarna trouwde met cameraman Coleman Laffoon, met wie ze in 2002 vervolgens zoon Homer Heche Laffoon kreeg. 'Pulling an Anne Heche' werd een populaire uitdrukking om te zeggen dat een vrouw zich alleen tijdelijk identificeert als lesbisch. Er werd gesuggereerd dat Heche haar relatie met DeGeneres had misbruikt om zelf in de aandacht te komen. In 2007 strandde haar huwelijk met Laffoon, nadat Heche een affaire had met haar mannelijke tegenspeler in Men in Trees, James Tupper. Met hem kreeg ze in 2009 een tweede zoon. In 2018 kwam aan deze relatie een eind.

### Auto-ongeluk en overlijden

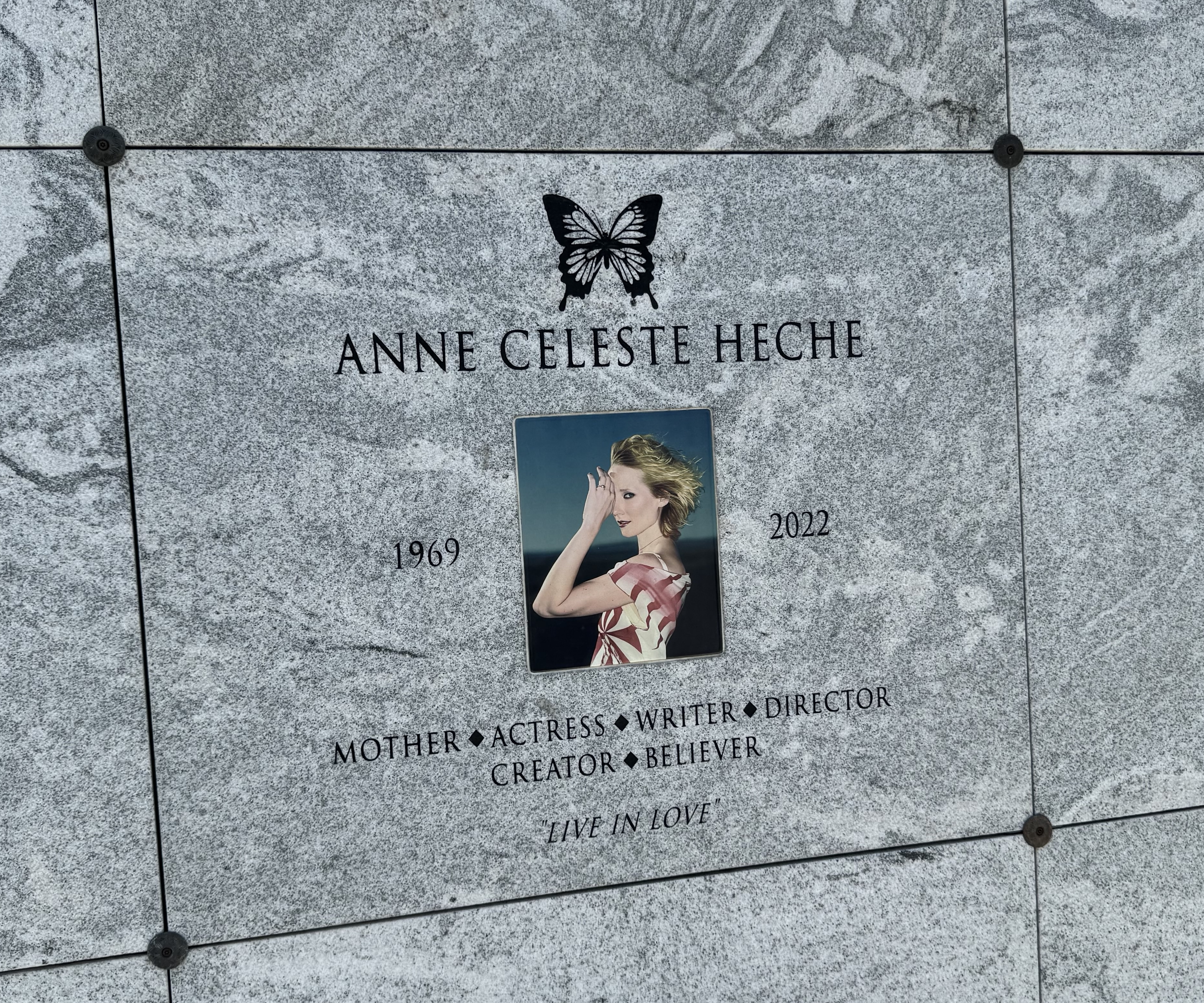
Graf van Heche op Hollywood Forever Cemetery

Op 5 augustus 2022 raakte Heche ernstig gewond toen ze in Mar Vista – een wijk van Los Angeles – met haar auto een woning binnenreed. Ze liep zware brandwonden en longletsel op en raakte in coma. Het huis dat ze was binnengereden raakte zwaar beschadigd.
De familie maakte op 11 augustus 2022 bekend dat Heche hersenletsel door zuurstoftekort had opgelopen. Familie en vrienden verklaarden een dag later dat Heche hersendood was en ze op grond van Californische wetgeving doodverklaard was. Op dat moment lag ze nog steeds aan de beademing en werd onderzocht of haar organen geschikt waren voor donatie. Op 14 augustus werd Heche van de beademing afgehaald, nadat een geschikt persoon was gevonden om haar gedoneerde organen te ontvangen.
Na lijkschouwing werd bekend dat Heche is overleden aan “inhalatie en thermische verwondingen” en is het moment van overlijden vastgesteld op 11 augustus 2022.

## Filmografie
*Exclusief 10+ televisiefilms
- Wild Card (2015) - Roxy
- Nothing Left to Fear (2013) - Wendy
- Black November (2012) - Barbra
- Arthur Newman (2012) - Mina Crawley
- That's What She Said (2012) - Dee Dee
- Rampart (2011) - Catherine
- Cedar Rapids (2011) - Joan
- The Other Guys (2010) - Pamela Boardman
- Spread (2009) - Samantha
- Toxic Skies (2008) - Dr. Tess Martin
- Superman: Doomsday (2007, stem) - Lois Lane
- What Love Is (2007) - Laura
- Suffering Man's Charity (2007) - Helen
- Sexual Life (2005) - Gwen
- Birth (2004) - Clara
- Gracie's Choice  (2004, televisiefilm) - Rowena Lawson
- John Q (2002) - Rebecca Payne
- Prozac Nation (2001) - Dr. Sterling
- Auggie Rose (2000) - Lucy Brown
- The Third Miracle (1999) - Roxane
- Psycho (1998) - Marion Crane
- Return to Paradise (1998) - Beth Eastern
- Six Days Seven Nights (1998) - Robin Monroe
- Wag the Dog (1997) - Winifred Ames
- I Know What You Did Last Summer (1997) - Melissa 'Missy' Egan
- Volcano (1997) - Dr. Amy Barnes
- Donnie Brasco (1997) - Maggie Pistone
- Pie In The Sky (1996) - Amy
- The Juror (1996) - Juliet
- Walking and Talking (1996) - Laura
- Wild Side (1995) - Alex Lee/Johanna
- A Simple Twist of Fate (1994) - Tanny's Playmate
- Milk Money (1994) - Betty
- I'll Do Anything (1994) - Claire
- The Adventures of Huck Finn (1993) - Mary Jane Wilks
- An Ambush of Ghosts (1993) - Denise

## Televisieseries
*Exclusief eenmalige gastrollen
- Chicago P.D. - Katherine Brennan (2018-2019, twaalf afleveringen)
- De Legende van Korra - stem Suyin Beifong (2014- Afleveringen boek 3 en 4)
- The Michael J. Fox Show - Susan Rodriguez Jones (2013, vier afleveringen)
- Save Me - Beth Harper (2013, acht afleveringen)
- Blackout - Debra Westen (2012, drie afleveringen)
- Hung - Jessica Haxon (2009-2011, dertig afleveringen)
- Men in Trees - Marin Frist (2006-2008, 36 afleveringen)
- Higglytown Heroes - Gloria (2005-2006, drie afleveringen)
- Nip/Tuck - Nicole Morretti (2005, drie afleveringen)
- Everwood - Amanda Hayes (2004-2005, tien afleveringen)
- Ally McBeal - Melanie West (2001, zeven afleveringen)
- Another World - Vicky Hudson / Marley Love (1988-1992, veertig afleveringen)

## Prijzen en eerbetoon
- Ze werd in 2004 genomineerd voor een Primetime Emmy Award voor haar bijrol als Rowena Lawson  in de televisiefilm Gracie's Choice.
- Meer dan vijf andere prijzen werden haar daadwerkelijk toegekend, waaronder een National Board of Review Award voor beste bijrolspeelster in 1997 (voor Donnie Brasco en Wag the Dog) en een Daytime Emmy Award in 1991 (voor haar rol in de soapserie Another World).
- In 1999 werd ze voor haar hoofdrol in Gus Van Sants Psycho genomineerd voor zowel een Golden Raspberry Award (Razzie, satirische prijs voor de slechtste acteerprestatie), als voor een Saturn Award (voor de beste prestatie in een horrorfilm).

## Trivia
- Heche bracht in 2001 een autobiografie uit, getiteld Call Me Crazy.